# Socjaldemokratyczna Partia Węgier
Socjaldemokratyczna Partia Węgier (węg. Magyarországi Szociáldemokrata Párt, MSZDP) – węgierska partia polityczna powstała w 1890, istniejąca do 1948 i ponownie od 1988. 

## Historia
Partia powstała w grudniu 1890 na bazie Generalnego Zrzeszenia Robotników (węg. Munkásegylet). Swój program kierowała do klasy robotniczej, największe poparcie uzyskując w robotniczych dzielnicach Budapesztu. Mimo niesprzyjających warunków (dyktatura Miklósa Hortyego) partia o profilu marksistowskim, ale reformistycznym, działała w dwudziestoleciu międzywojennym, z powodzeniem ubiegając się o mandaty w Zgromadzeniu Narodowym (np. w 1922 uzyskała 26 miejsc, w 1926 – 15, w 1931 – 14, w 1935 – 11, w 1939 – 5). Poparcie dla niej wahało się od 17% u progu dwudziestolecia do 3% w roku wybuchu II wojny światowej. Partia była członkiem Międzynarodówki Socjalistycznej (Labour and Socialist International). 
W 1939 zmieniła nazwę na Partię Socjaldemokratyczną (węg. Szociáldemokrata Párt, SZDP) i pod tym skrótem funkcjonowała do czasu przymusowego zjednoczenia z Węgierską Partią Pracujących w 1948 (po uprzedniej „weryfikacji członków”). W dwóch relatywnie wolnych wyborach przeprowadzonych po zakończeniu wojny (1945, 1947) uzyskała odpowiednio 17,4% i 14,9% głosów, co przełożyło się na 69 i 67 mandatów w Zgromadzeniu Narodowym. Partia weszła do koalicji rządzącej z Partią Drobnych Rolników, Niezależną Partią Chłopską i Węgierską Partią Pracujących. 
Podczas rewolucji węgierskiej 1956 dokonano krótkotrwałej reaktywacji ugrupowania, które funkcjonowało jedynie przez dwa miesiące (październik – listopad 1956). Do jego liderów należeli wówczas: Anna Kéthly, Gyula Keleman i Joseph Fischer. Wydawano gazetę Népszava. 
W 1989 partia została ponownie powołana do życia jako alternatywa dla reformatorskich komunistów z Węgierskiej Socjalistycznej Partii Robotniczej, która w 1989 przybrała nazwę Węgierskiej Partii Socjalistycznej. Jednocześnie, u progu lat 90. przeżyła dwa rozłamy (wyłoniły się z niej: Partia Socjaldemokratyczna – SZDP oraz Niezależna Partia Socjaldemokratyczna – FSZDP). 
Partia wystartowała w pierwszych wolnych wyborach parlamentarnych w 1990, jednak nie wzięła udziału w podziale mandatów, uzyskując 3,5% głosów. Liderem ugrupowania była wówczas Anna Petrasovics. W kolejnych wyborach (1994, 1998, 2002, 2006, 2010) poparcie dla ugrupowania nie przekraczało 1% głosów, a węgierską scenę polityczną zdominowała lewica pokomunistyczna skupiona w Węgierskiej Partii Socjalistycznej. W 2002 mandat z poparciem WPS uzyskał w okręgu jednomandatowym lider socjaldemokratów László Kapolyi.